# Ctenomys mariafarelli
Ctenomys «mariafarelli» és una espècie de rosegador de la família dels ctenòmids. És endèmic del departament de Santa Cruz (Bolívia). Té una llargada total de 254-295 mm, una cua de 73-85 mm i un pes de 173-364 g. Es tracta d'un nomen nudum perquè l'espècie encara no ha sigut descrita formalment. Azurduy la descrigué en una publicació electrònica el 2005, però els criteris del Codi Internacional de Nomenclatura Zoològica vigents en aquell moment requerien que els nous tàxons fossin descrits en una publicació impresa.